# Алун Еванс
Алун Еванс (англ. Alun Evans, нар. 30 квітня 1949, Кіддермінстер) — англійський футболіст, що грав на позиції нападника.
Виступав, зокрема, за клуби «Ліверпуль» та «Астон Вілла».

## Ігрова кар'єра
Народився 30 квітня 1949 року в місті Кіддермінстер. Вихованець футбольної школи клубу «Вулвергемптон». Дорослу футбольну кар'єру розпочав 1967 року в основній команді того ж клубу, в якій провів один сезон, взявши участь у 22 матчах чемпіонату. 
Протягом 1967 року захищав кольори клубу «Лос-Анджелес Вулвс».
Своєю грою за останню команду привернув увагу представників тренерського штабу клубу «Ліверпуль», до складу якого приєднався 1968 року. Відіграв за мерсісайдців наступні чотири сезони своєї ігрової кар'єри.
У 1972 році уклав контракт з клубом «Астон Вілла», у складі якого провів наступні три роки своєї кар'єри гравця. 
Згодом з 1975 по 1982 рік грав у складі команд «Волсолл» та «Саут Мельбурн».
Завершив ігрову кар'єру у команді «Морелль Фальконс», за яку виступав протягом 1983 року.